# Friedrich Leopold Morgenstern
Friedrich Leopold Morgenstern (* 16. Juni 1799 in Dresden, Königreich Sachsen; † 6. März 1852 in Guben, Niederlausitz, Königreich Preußen) war ein deutscher Orgelbauer in Guben.

## Leben
Friedrich Leopold Morgenstern wuchs in Dresden auf. Der Bruder Johann Heinrich Wilhelm Morgenstern (* um 1806) wurde Instrumentenmacher in Sorau in der Niederlausitz. Friedrich Leopold wurde seit dem 8. Lebensjahr vom Kammerherrn Baron von Knoblauch in Dresden erzogen. Später ging er mit diesem nach Halle. Dort erhielt er möglicherweise eine Ausbildung zum Orgelbauer bei Carl Albrecht Heinrich von Knoblauch.
Seit 1822 war Morgenstern in Guben als Orgelbauer tätig. 1831/32 war Carl Friedrich Zimmermann Geselle bei ihm. Zwischen 1834 und etwa 1841 baute er einige Orgeln in der nördlichen Mark Brandenburg.
Friedrich Leopold Morgenstern starb in Guben und wurde am 10. März 1852 dort begraben.

## Werke (Auswahl)
Friedrich Leopold Morgenstern baute und reparierte Orgeln in der Niederlausitz, einige im Oberbarnim und der Uckermark. Teilweise erhalten sind die Orgeln in Dollenchen, Straupitz, Angermünde Heilig-Geist-Kapelle und Günterberg.
Orgelneubauten
| Jahr      | Ort                                       | Gebäude              | Bild | Manuale | Register | Bemerkungen |
| --------- | ----------------------------------------- | -------------------- | ---- | ------- | -------- | --- |
| 1826      | Dollenchen                                | Dorfkirche           |      | I/P     | 8        | teilweise erhalten |
| 1829      | Horno                                     | Dorfkirche           |      | I/P     | 10       | nicht erhalten |
| 1831–1832 | Straupitz                                 | Schinkel-Kirche      |      | II/P    | 24       | größter Orgelneubau Morgensterns, 1854 Erweiterung durch Ludwig Hartig, 1892 Arbeiten von Wilhelm Sauer, 1993 restauriert durch Christian Scheffler |
| 1833      | Atterwasch                                | Dorfkirche           |      |         |          | nicht erhalten |
| 1834      | Bliesdorf, Oberbarnim                     | Dorfkirche           |      |         |          | nicht erhalten |
| 1838      | Grüneberg, Neumark, jetzt Golice          | Dorfkirche           |      | I/P     | 8        | wahrscheinlich nicht erhalten |
| 1838      | Heinersdorf, Niederlausitz                | Dorfkirche           |      |         |          | nicht erhalten |
| 1838–1839 | Hohenlandin, Uckermark                    | Dorfkirche           |      |         |          | nicht erhalten |
| 1840–1841 | Stendell, Uckermark                       | Dorfkirche           |      |         |          | nicht erhalten |
| 1841      | Angermünde                                | Heilig-Geist-Kapelle |      | I/P     | 7        | nach 1945 Umdisponierung, erhalten |
| 1844      | Günterberg                                | Dorfkirche           |      | I/P     | 8        | 1946 Umdisponierung durch Karl Gerbig, erhalten |
| ?         | Fürstenfelde, Neumark, heute Boleszkowice | Dorfkirche           |      |         |          | wahrscheinlich nicht erhalten |

Weitere Arbeiten
- 1833: Lübbenau, St. Nikolai; Reparaturen
- 1833: Dollenchen; Reparaturen
- 1838?: Freienwalde, Oberbarnim, St. Nikolai; Reparatur-Angebot
- 1842: Greiffenberg, Uckermark; Umbau